# خمیس مارتین
خمیس مارتین (انگلیسی: Khamis Martin؛ زادهٔ ۵ اکتبر ۱۹۸۶) بازیکن فوتبال اهل سودان جنوبی است.
وی همچنین در تیم‌های ملی فوتبال سودان و سودان جنوبی بازی کرده است.